# Port-Royal (Nouvelle-Écosse)
Pour les articles homonymes, voir Port-Royal.

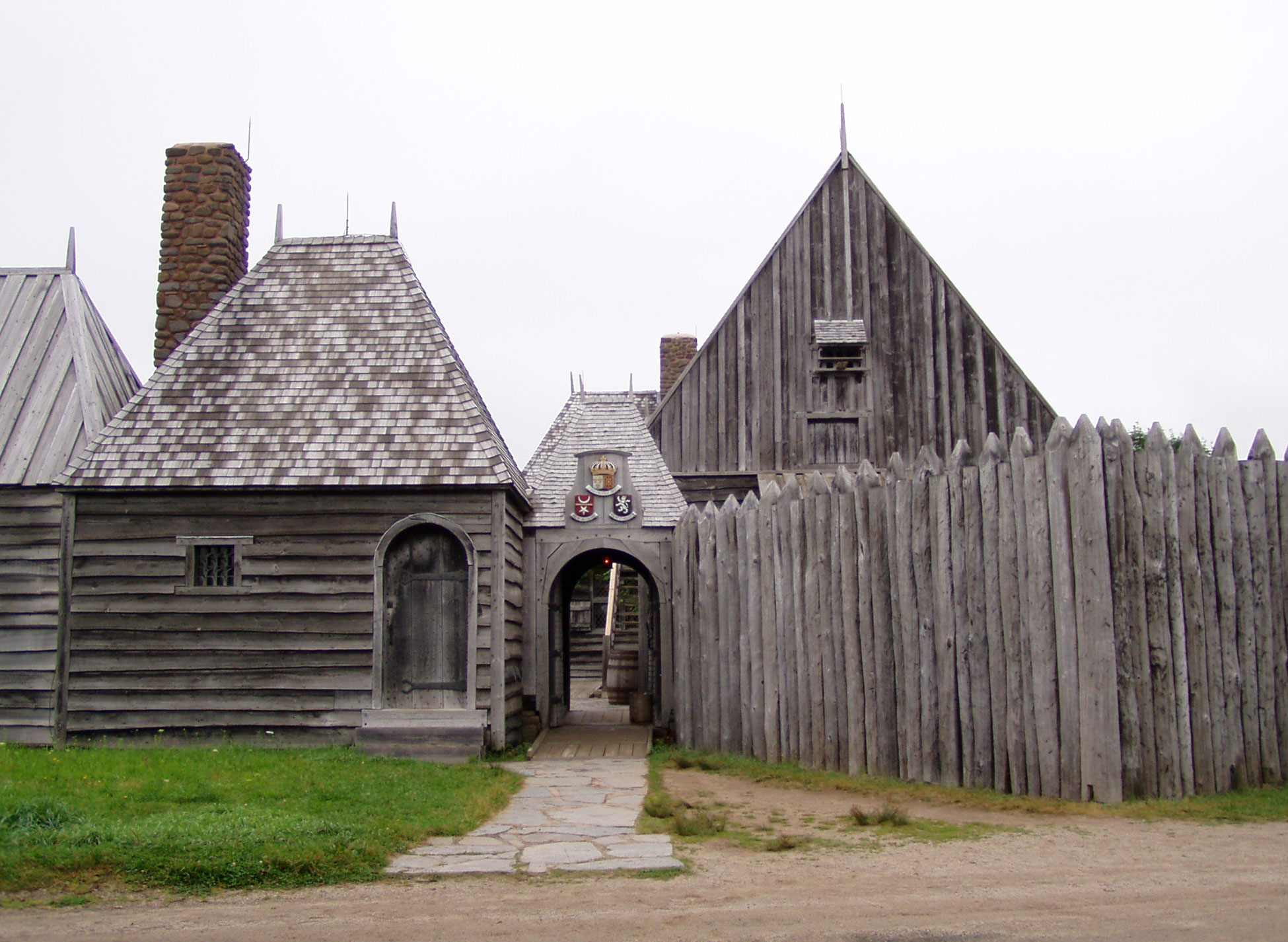
Port-Royal

Port-Royal est une localité du sud-ouest de la Nouvelle-Écosse située près d'Annapolis Royal, sur la péninsule s'avançant entre le bassin Annapolis et la baie de Fundy. Elle fut fondée en 1605 par Pierre Dugua de Mons, ce qui en fait un site historique de la colonie française d'Acadie.
En 1613, Samuel Argall, qui obéit aux instructions reçues du roi d'Angleterre, détruit de nombreux établissements français en Acadie, parmi lesquels celui de Port-Royal.